# Aerokopter AK1-3 Sanka
Aerokopter AK1-3 je lahki dvosedežni batno gnani helikopter. Zasnovalo ga je ukrajinsko podjetje Aerokopter iz Harkiva. Poganja ga avtomobilski motor Subaru EJ25 (156 KM). Trikraki glavni rotor Starflex ima premer 6,84 metra.

## Specifikacije(AK1-3)
Podatki iz Bayerl
Splošne značilnosti
- Posadka: 1
- Število sedežev: 1 potnik
- Teža praznega letala: 380 kg (838 lb)
- Bruto teža: 650 kg (1.433 lb)
- Kapaciteta goriva: 75 L (16 imp gal; 20 US gal)
- Pogon letala: 1 × Subaru EJ25 4-valjni štiritaktni zračnohlajeni motor, 116 kW (156 hp)
- Premer glavnega rotorja:  6,84 m (22 ft 5 in)

Zmogljivost
- Maks. hitrost: 180 km/h (112 mph; 97 kn)
- Potovalna hitrost: 160 km/h (99 mph; 86 kn)
- Hitrost vzpenjanja: 8 m/s (1.600 ft/min)